# World War II Online
| Системные требования | Системные требования | Системные требования                                                                                |
| -------------------- | --- | --------------------------------------------------------------------------------------------------- |
|                      | Минимальные | Рекомендуемые                                                                                       |
| Windows, Mac OS      | | |
| ОС                   | Windows ОС: Windows XP/Vista/Windows 7 Macintosh OS: OSX 10.6/OSX 10.5 | Windows ОС: Windows XP/Vista/Windows 7 Macintosh OS: OSX 10.6/OSX 10.5                              |
| ЦПУ                  | Pentium 4 3,2 ГГц или Athlon 64 3500 + (2.2 ГГц) или лучше с поддержкой SSE 2,0 | 3 ГГц Dual Core или 2,66 ГГц Quad Core                                                              |
| Объём ОЗУ            | 2 ГБ | 4 ГБ                                                                                                |
| Место на диске       | 3 ГБ | 4 ГБ                                                                                                |
| Видеокарта           | NVIDIA GeForce 8600 или ATI серии Radeon HD 2600 Pro, или другой лучший дискретный графический контроллер с 256 МБ видеопамяти и поддержкой Shader Model 3.0. Встроенное графическое оборудование не поддерживается. | GeForce GTX 250 или Radeon HD 4850 или выше. Встроенное графическое оборудование не поддерживается. |
| Звуковая плата       | Встроенная или дискретная | Встроенная или дискретная                                                                           |
| Сеть                 | Широкополосное подключение к Интернету | Широкополосное подключение к Интернету                                                              |
| Устройства ввода     | клавиатура, мышь | клавиатура, мышь                                                                                    |

World War II Online: Battleground Europe (также известна как World War 2 Online, WW2OL, WWIIOL, Battleground Europe, BE) — массовый многопользовательский сетевой шутер от первого лица (MMOFPS). Игра была официально выпущена 6 июня 2001 года для операционной системы Windows. Версия для операционной системы Apple Macintosh была выпущена в третьем квартале 2002 года.
Считается первой игрой жанра MMOFPS.
World War II Online была перевыпущена в 2006 под новым наименованием World War II Online: Battleground Europe.

## Игровой процесс
Действие игры происходит в Европе 1940—1943-х годов во времена Второй мировой войны. Сама игра представляет собой виртуальное поле боя с симуляцией различных видов вооружения. Игрок может управлять различными самолётами, танками, САУ, бронеавтомобилями, противотанковой и противовоздушной артиллерией, военно-морскими судами или воевать в качестве пехотинца или десантника используя различные виды вооружения. Игра происходит в реальном времени. Игрок может воевать на стороне одной из армий: Британской, Французской или Немецкой. Командные структуры и миссии являются стратегической и тактической составляющей игры. Игровые ранги — часть ролевого компоненты игры. WWIIOL использует карту Западной Европы в масштабе 1:2 с территорией 30000 км², смоделированной на основе спутниковых данных с разрешением 800 м.

## Оценки
| Сводный рейтинг | Сводный рейтинг |
| Агрегатор       | Оценка          |
| --------------- | --------------- |
| GameRankings    | 58,07 %         |